# 国道461号

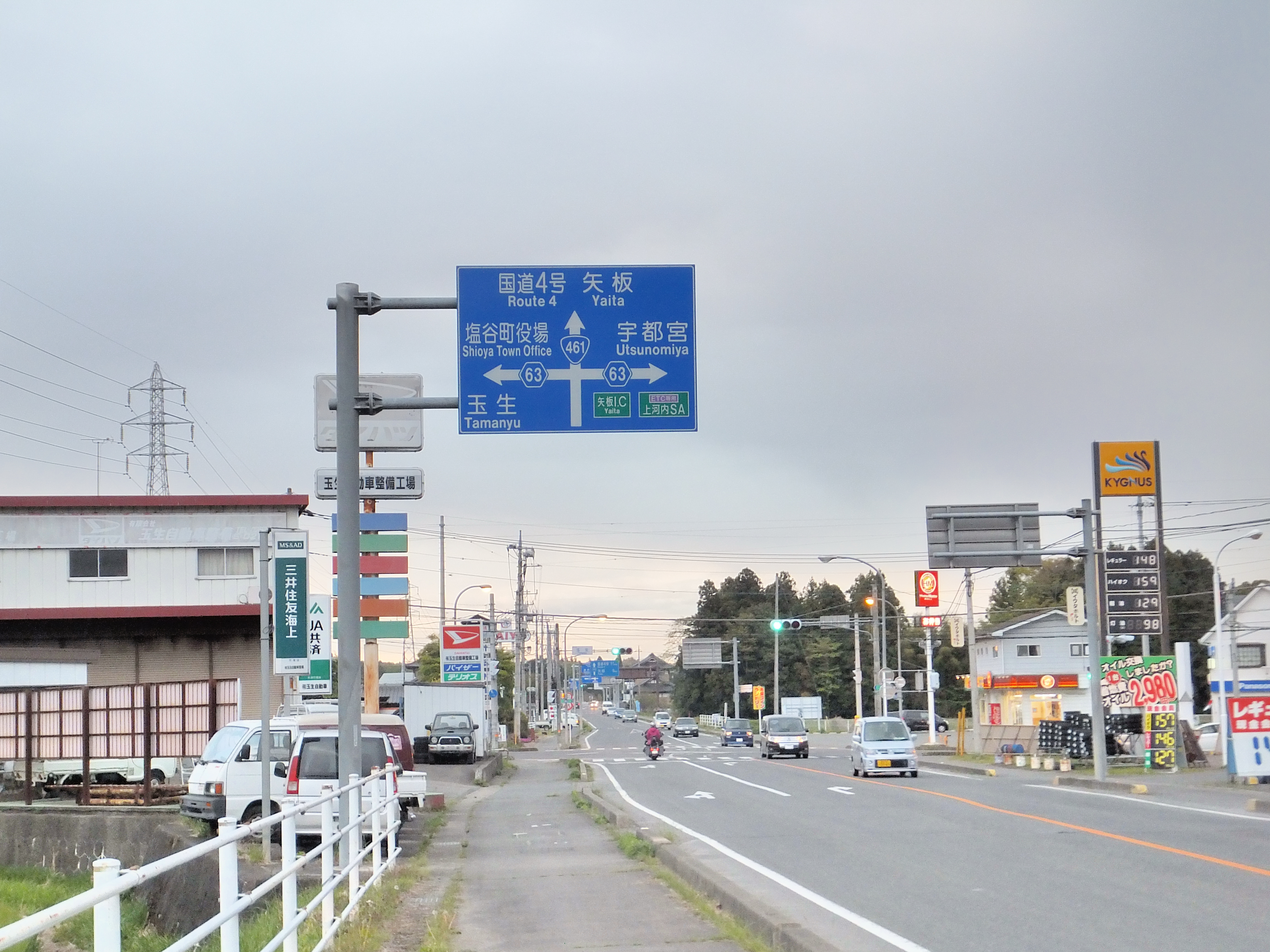
栃木県塩谷町

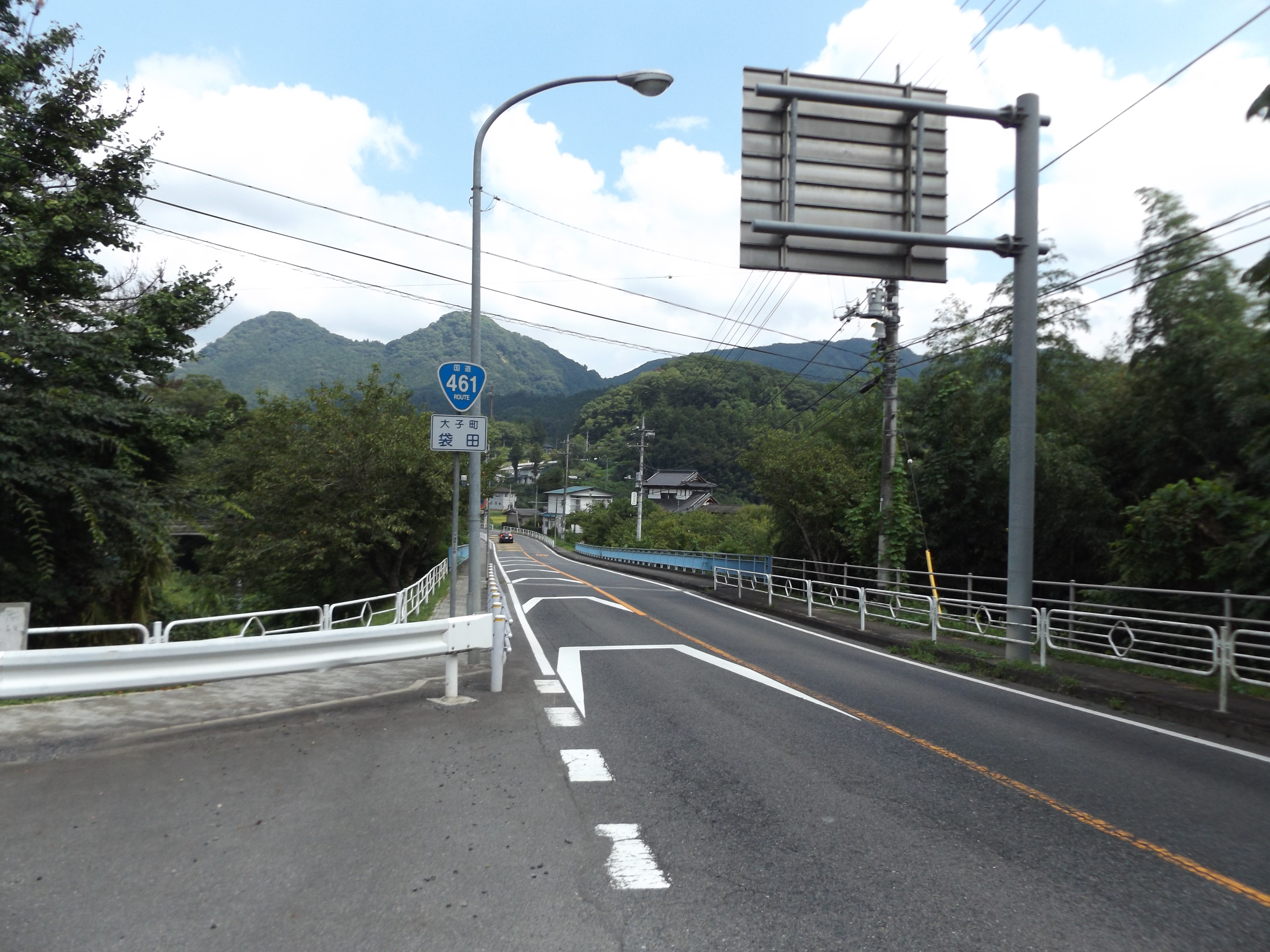
茨城県久慈郡大子町袋田にある滝川橋。

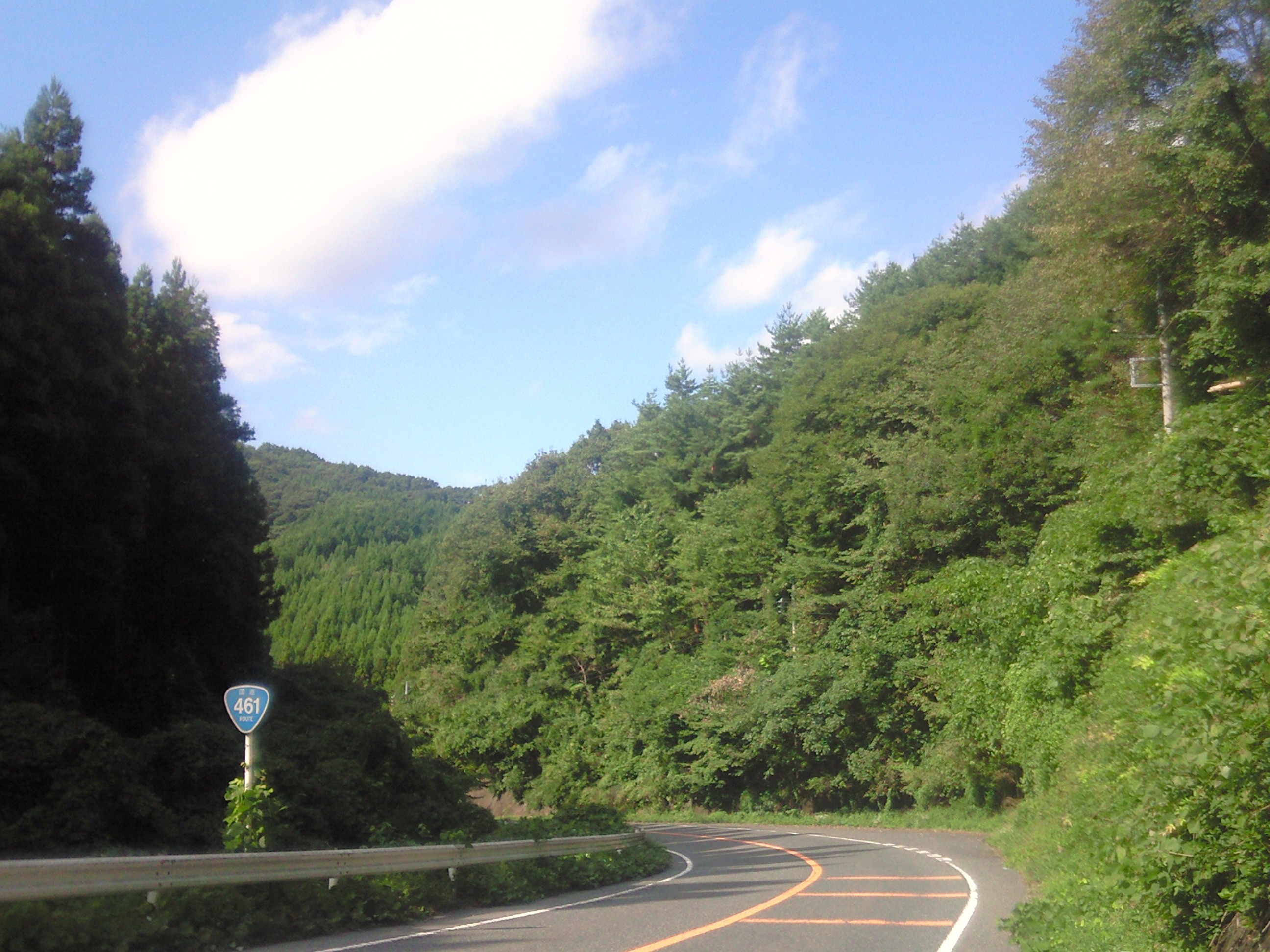
常陸太田市。折橋交差点以降は片側1車線が確保されている。

国道461号（こくどう461ごう）は、栃木県日光市から茨城県高萩市に至る一般国道である。栃木県内では日光北街道や黒羽街道と呼ばれる。

## 概要
栃木県日光市より東へ向かい、栃木県北部の矢板市・大田原市の山麓・丘陵地域と、茨城県北部の大子町・常陸太田市水府地区の八溝山地・阿武隈山地地域を経て茨城県高萩市の国道6号まで東西に結ぶ路線。茨城県大子町では、国道118号と一部重複して南下し、観光名所である袋田の滝近く（袋田の滝入口交差点）で分岐東進して再び単独区間となる。
もともと、栃木・茨城両県の山間地域の県道を統合・昇格して国道となった路線で、路線指定当時は未改良区間が多く存在したが、拡幅や線形改良など改良工事が進められてきた。栃木県那須郡那珂川町の一部では、1車線の狭隘区間が今なお存在する。

### 路線データ
一般国道の路線を指定する政令に基づく起終点および重要な経過地は次のとおり。
- 起点：今市市[注釈 2]（日光市今市919-5[2]、七本桜交差点 = 国道119号交点）
- 終点：高萩市（大字石滝字不動前2206番5地先[3]）
- 重要な経過地：矢板市、大田原市、栃木県那須郡黒羽町[注釈 3]、茨城県久慈郡大子町、同郡里美村[注釈 4]
- 総延長 : 139.3 km（茨城県 62.6 km、栃木県 76.7 km）重用延長を含む。[4][注釈 5]
- 重用延長 : 13.4 km（茨城県 4.1 km、栃木県 9.3 km）[4][注釈 5]
- 未供用延長 : なし[4][注釈 5]
- 実延長 : 127.2 km（茨城県 58.5 km、栃木県 68.6 km）[4][注釈 5]
  - 現道 : 124.1 km（茨城県 55.7 km、栃木県 68.4 km）[4][注釈 5]
  - 旧道 : 2.9 km（茨城県 2.8 km、栃木県 0.1 km）[4][注釈 5]
  - 新道 : 0.1 km（茨城県 - km、栃木県 0.1 km）[4][注釈 5]
- 指定区間：国道4号・国道6号と重複する区間（栃木県矢板市・中交差点 - 大田原市薄葉、茨城県日立市十王町伊師 - 高萩市大字石滝）[5]

## 歴史
1993年（平成5年）4月1日に国道指定を受けて、これまでの県道（県道今市矢板線、栃木県道271号大田原矢板線の一部、県道大田原黒羽線、茨城県道・栃木県道13号大子黒羽線線の一部、栃木県道321号南方須佐木線の一部、県道大子馬頭線の一部、県道高萩大子線、県道折橋山方線の一部）が昇格して国道となっている。
国道指定当初の起点は大谷向交差点で、国道121号現道と一部重複して東方向へ向かい大谷向駅前より国道121号から分岐して単独区間（日光北街道）となり、日光市豊田交差点で現道と合流していた。2016年（平成28年）5月に大谷向駅前 - 豊田間が日光市に移管され、バイパスが現道となり起点も七本桜交差点に変更された。
終点付近はセンターラインがなく、国道6号と接続する交差点から300 mほどで常磐線踏切がありボトルネックになったため、2006年（平成18年）に踏切手前で南側に延伸し日立市側に跨線橋「いぶき橋」を建設した。この区間の旧道は廃道となって、このルート上に歩行者と自転車のみ通行ができる一般道路に変った。
茨城県大子町では、かつては大子市街の商店街を抜ける区間で西行きの一方通行区間があり、東行きは国道から外れていたが、2012年（平成24年）の大子バイパスの完成により解消された。

### 年表
- 1993年（平成5年）4月1日：今市市（現：日光市） - 高萩市の一般国道の路線を指定[7]。
- 1997年（平成9年）2月24日：高萩市大能 - 同市中戸川のバイパス道路が完成し、花貫第一トンネル、花貫第二トンネルが開通する[8]。
- 2002年（平成14年）8月26日：久慈郡水府村大字上高倉地内にバイパス1.06 kmを新設する道路区域が決定[9]。
- 2005年（平成17年）4月4日：高萩市大能 - 同市中戸川の花貫渓谷に沿う旧道が指定解除され高萩市道へ降格[10]。
- 2006年（平成18年）3月24日：高萩市石滝 - 日立市十王町伊師のバイパス道路が完成する[11]。同時に、高萩市の常磐線花貫踏切を廃止。
- 2007年（平成19年）
  - 8月31日：常陸太田市上高倉町地内の道路改良新道の一部（約1 km）を供用開始[12]。
  - 11月1日：久慈郡大子町大字大子 - 同町大字北田気の久慈川橋を渡る旧道ルート（901 m）が指定解除され大子町道へ降格[13]。
- 2008年（平成20年）2月14日：常陸太田市上高倉町地内の狭隘な旧道（510 m）が指定解除され常陸太田市道へ降格[14]。
- 2012年（平成24年）10月26日：大子町大子のJR常陸大子駅前 - 湯の里大橋へ至る大子バイパス（約0.6 km）が開通[15][16]。
- 2013年（平成25年）3月7日：大子バイパスの旧道区間（722 m）が指定解除される[17][注釈 7]。
- 2015年（平成27年）5月2日：茨城県常陸太田市下高倉地内の道路改良において、高倉橋が開通[18][19]。
- 2016年（平成28年）
  - 5月6日：豊田交差点（日光市豊田）より起点よりの1571.9ｍが指定解除。起点が七本桜交差点（日光市今市）に変更される[2]。
  - 8月24日：常陸太田市上高倉町 - 同市下高倉町の狭隘路を改良したバイパス道路が開通[20]。
- 2019年（平成31年）3月25日：常陸太田市上高倉町 - 同市下高倉町の旧道（1.139 km）が移管されて、国道指定を解除[21]。
- 2021年（令和3年）10月23日：常陸太田市下高倉町 - 同市折橋町の北沢トンネルを含む北沢峠越えのバイパス道路が開通[22][23]。
- 2024年（令和6年）
  - 4月8日：常陸太田市下高倉町（北沢トンネル西坑口前） - 常陸太田市折橋町（北沢トンネル東坑口前）の旧道区間（2.656 km）を国道指定解除、市道に降格[24]。
  - 11月14日：久慈郡大子町大子（大子清流高前 - 常陸大子駅）の上下線を、電線共同溝を整備すべき道路に指定[25]。

### 一般道路に降格した旧道
- 茨城県大子町大字大子 - 同町大字北田気（大子町道、茨城県道28号）
大子バイパスが開通する以前の旧道で、常陸大子駅前広場 - 泉町交差点の一方通行区間は現在大子町道（2013年国道指定解除）。泉町交差点 - 大子町役場前交差点は県道28号（2013年国道指定解除）。大子町役場前交差点 - 久慈川橋 - 北田気交差点（国道118号交点）は大子町道（2007年国道指定解除）。
- 常陸太田市下高倉町 - 同市折橋町（常陸太田市道）
北沢トンネルが開通する以前の旧道で、現在は常陸太田市道。南北軸の上高倉・下高倉集落の間を縫う道路は、2019年に国道指定を解除。東西軸の北沢峠越えの道路は、2024年に国道指定を解除。

## 路線状況

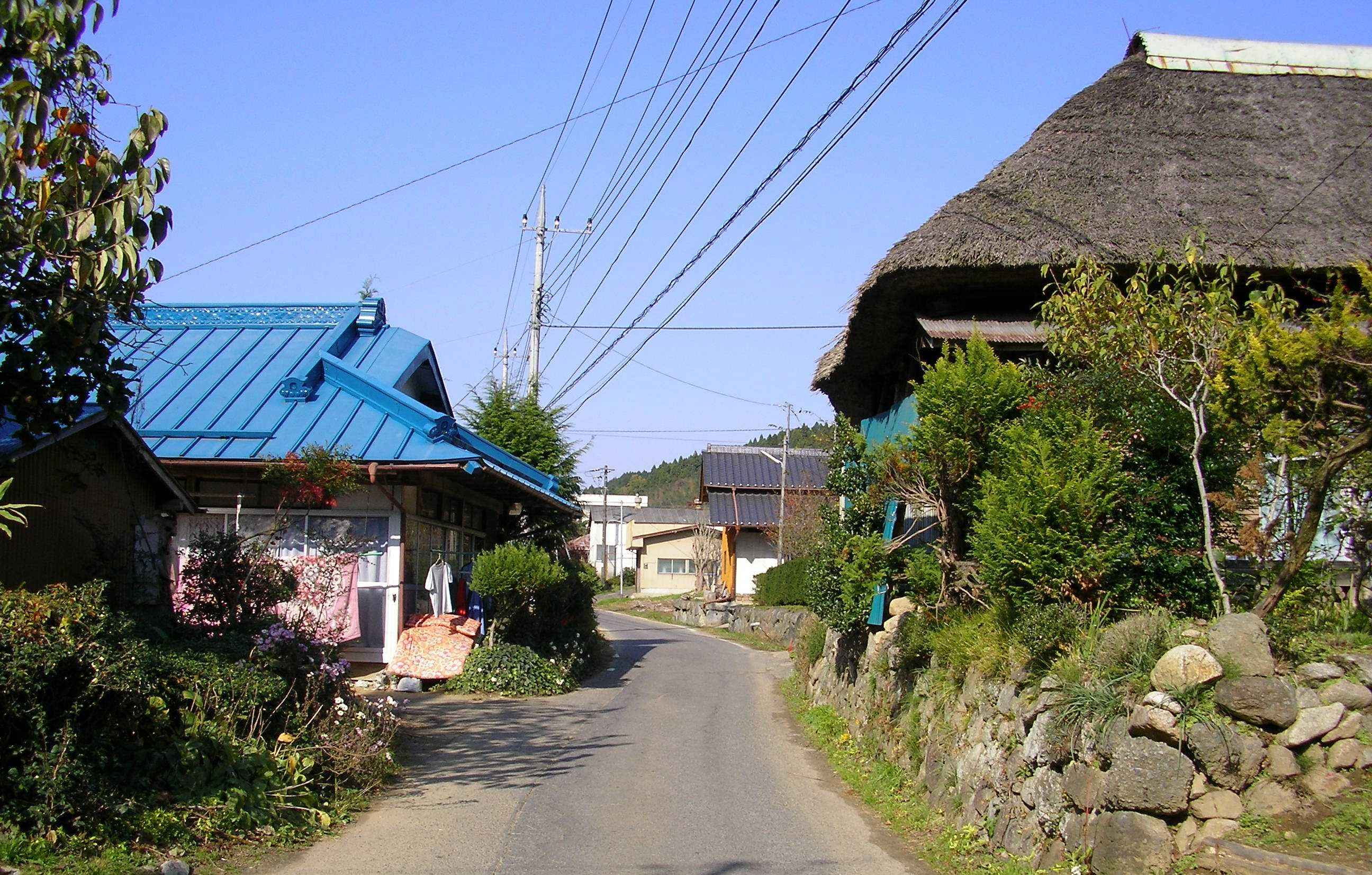
かつての常陸太田市下高倉町付近の旧道。幅員は自動車1台分。

全般に道路改良が進められつつあり、栃木県大田原市以西は主要幹線道路としての2車線規格を満たしているが、以東では狭隘路も混在する。特に栃木県東部から茨城県内にかけて狭隘区間が多い。那珂川町内では、広い谷間に散在する集落を、直線的な1車線道路で民家の軒先をかすめて南北に結んで行く。南下するとそのまま、馬頭市街から続いてくる2車線の栃木県道52号矢板馬頭線に突き当たり、ここを左折するのがそのまま国道となる。なお、峰一つ東に並行している茨城県道・栃木県道13号大子黒羽線がこの区間の狭隘路を迂回している。
久慈郡大子町までは道路整備が進捗し、2車線化が進んでいる。大子町袋田周辺の道路は整備され、春秋行楽シーズン中は車両の往来が多い。
常陸太田市水府地区は谷間の集落を南北に走る。かつてこの区間の旧道は谷間の山里を縫って1車線強のカーブした狭隘路が連続し、春・秋の行楽シーズンはすれ違い渋滞が随所で生じるため、待避所や信号機無しの交差点に交通整理員が立つことがあったが、2015年（平成27年）5月には高倉橋が開通し、この付近の南北縦軸の道路が拡幅されている。さらに高倉橋から東に位置する里見地区と結ぶ国道349号と交差する折橋交差点までの北沢峠越え区間は、大型車が通行できない狭隘道路であったが、水府里美拡幅事業により北沢トンネルを基本とする道路改良が行われ、2021年（令和3年）10月23日に開通。折橋以東は2車線の改良済道路である。

### バイパス・道路改良事業など
- 船生バイパス
  - 塩谷町船生の旧日光北街道にあたる旧道の南側を迂回するバイパス道路。船場東交差点から天頂交差点までの5.4 kmが該当。1998年（平成10年）に事業採択され、2005年（平成17年）に船生南交差点以東（1区）が、2009年（平成21年）に船生南交差点以西（2区）が開通し全線開通。
- 玉生バイパス
- 奥沢バイパス
- 大子バイパス
  - 屈曲部が多く幅員狭小な大子町市街地内を迂回するバイパス道路。大子町役場前交差点からJR常陸大子駅前までの約600 mの区間[27]。2006年（平成18年）より事業化され[28]、2012年（平成24年）10月に開通した[15][16]。バイパス開通によって旧道区間は、2013年（平成25年）3月に国道指定から外され、大子バイパスは現道の一部となっている[17]。
- 水府里美拡幅
  - 常陸太田市上高倉町から折橋町までの狭隘区間の交通安全性の確保を目的に道路を拡幅改良する、1999年（平成11年）度より事業化された延長7.2 km、幅員11 mの道路改築事業[26]。南北軸の現道拡幅およびバイパス新設からなる上高倉町字湯草 - 下高倉町字馬次（高倉橋）間の区間は、2016年（平成28年）までに供用済み[20]。東西軸の現道拡幅および北沢トンネル新設からなる北沢峠区間は2021年（令和3年）10月23日に開通[22]。

### 重複区間
- 国道4号（栃木県矢板市・中交差点 - 大田原市薄葉）
- 国道400号（栃木県大田原市美原 - 新富町金燈籠交差点）
- 国道294号（栃木県大田原市大豆田・丁字路交差点 - 大田原市黒羽向町）
- 国道118号（茨城県久慈郡大子町池田 - 久慈郡大子町・袋田の滝入口交差点）
- 国道6号（茨城県日立市十王町伊師 - 高萩市大字石滝）

### 道路施設

#### 橋梁
起点から
- 栃木県
  - 並木大橋（大谷川、日光市）
  - 大渡橋（鬼怒川、塩谷郡塩谷町 - 日光市）
  - 蛇尾橋（蛇尾川、大田原市）
  - 那珂橋（那珂川、大田原市）
- 茨城県
  - 湯の里大橋（久慈川、久慈郡大子町）
  - 花貫大橋（花貫川、高萩市）
  - 鳥曽根橋（花貫川、高萩市）
  - 花貫橋（花貫川、高萩市、1989年（平成元年）10月竣工）

#### トンネル
起点から
- 茨城県
  - 花貫第一トンネル（高萩市中戸川）

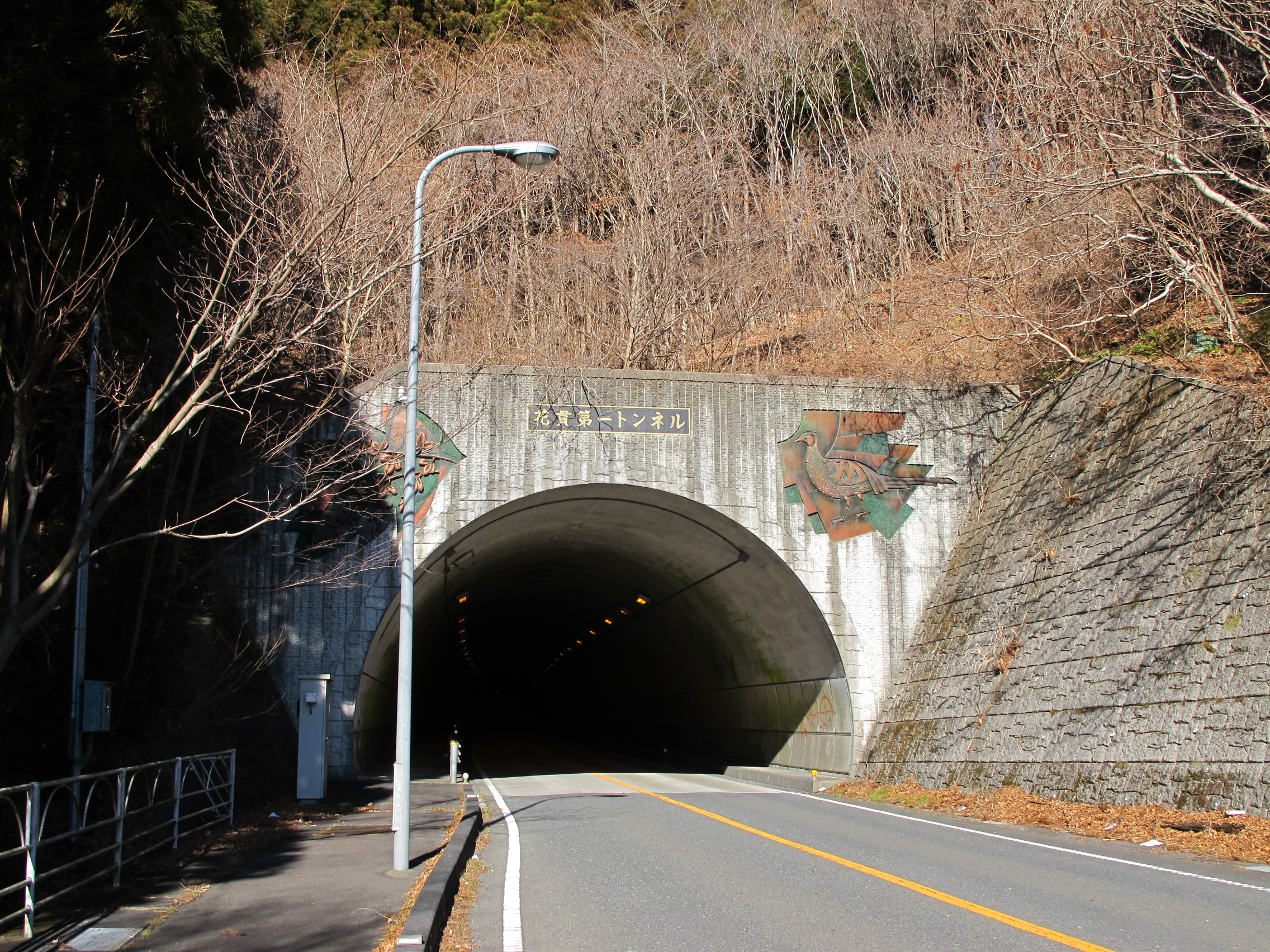
花貫第一トンネル（国道461号）

    - 花貫渓谷上の阿武隈高地を貫く、本国道上で最も東に位置するトンネル。延長326 m、高さ4.7 m、幅員7.0 m。1995年（平成7年）11月竣工。

  - 花貫第二トンネル（高萩市中戸川）
    - 花貫第一トンネルの西側に隣接するトンネル。延長180 m、高さ4.7 m、幅員7.0 m。1996年（平成8年）9月竣工。

  - 北沢トンネル（常陸太田市下高倉町 -  折橋町）
    - 水府里美拡幅事業のトンネルであり、北沢峠をバイパスする。延長1,581 m。2021年（令和3年）10月竣工。

  - 新月居トンネル（久慈郡大子町小生瀬）
    - 小生瀬と袋田を結ぶ道路にあるトンネルで、延長540 m、高さ4.7 m、全幅8.5 m（車道部6 m、歩道部1 m）。1976年（昭和51年）3月竣功。1976年（昭和51年）に高柴台で全国植樹祭を開催する関連事業として、主要地方道日立大子線[注釈 8]を改良整備するために新たに掘られたトンネルで、茨城県道路公社が管理する月居トンネル有料道路として開通している[29]。1987年（昭和62年）2月1日に無料開放された[30]。

#### 道の駅
- 栃木県
  - 湧水の郷しおや（塩谷郡塩谷町）
  - 那須与一の郷（大田原市）
- 茨城県
  - 奥久慈だいご（久慈郡大子町）

### 交通量
24時間交通量（平成17年度道路交通センサス）
| 都道府県名 | 地点                  | 台数   |
| ---------- | --------------------- | ------ |
| 栃木県     | 那須塩原市一区町231-7 | 11,209 |
| 茨城県     | 久慈郡大子町下金沢261 | 03,668 |

## 地理

### 通過する自治体
- 栃木県
  - 日光市 - 塩谷郡塩谷町 - 矢板市 - 大田原市 - 那須塩原市 - 大田原市 - 那須郡那珂川町
- 茨城県
  - 久慈郡大子町 - 常陸太田市 - 高萩市 - 日立市 - 高萩市

### 交差する道路

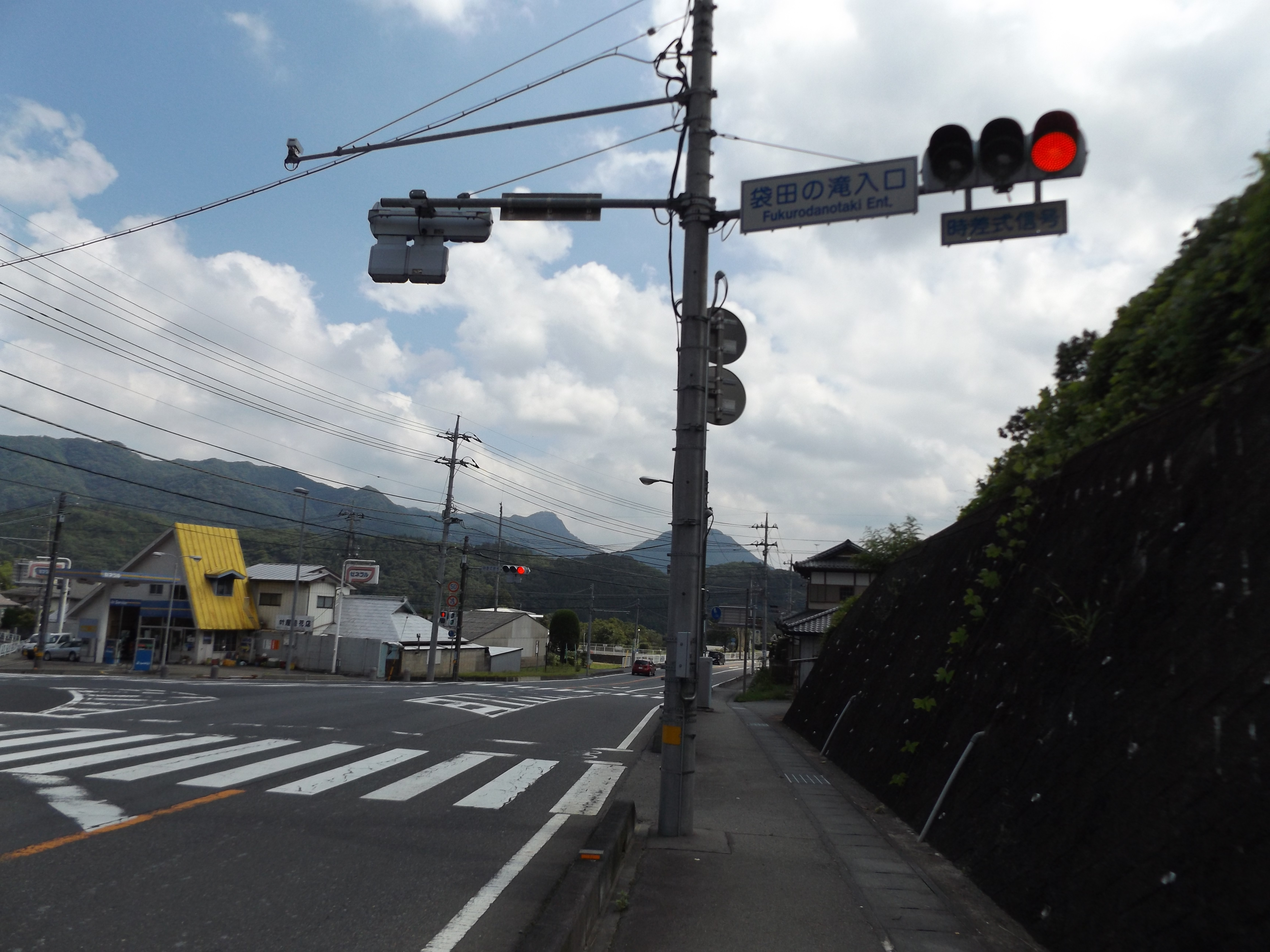
茨城県久慈郡大子町袋田にある袋田の滝入口交差点。ここで国道118号から国道461号が分岐する。

交差する道路の特記がないものは市道・町道。
| 交差する道路                            | 交差する道路                                     | 都道府県名 | 市町村名   | 市町村名   | 交差する場所  |
| --------------------------------------- | ------------------------------------------------ | ---------- | ---------- | ---------- | ------------- |
| 国道119号                               | 国道119号                                        | 栃木県     | 日光市     | 日光市     | 七本桜        |
| 県道279号大桑大沢線                     | 県道279号大桑大沢線                              | 栃木県     | 日光市     | 日光市     | 轟            |
| -（屈折）                               | 県道77号宇都宮船生高徳線                         | 栃木県     | 塩谷郡     | 塩谷町     | 船場          |
| 県道77号宇都宮船生高徳線                | -                                                | 栃木県     | 塩谷郡     | 塩谷町     | 船生南        |
| 県道63号藤原宇都宮線                    | 県道63号藤原宇都宮線                             | 栃木県     | 塩谷郡     | 塩谷町     | 玉生          |
| 県道30号矢板那須線                      | 県道30号矢板那須線                               | 栃木県     | 矢板市     | 矢板市     | 本町          |
| 県道236号矢板停車場線                   | 県道271号大田原矢板線                            | 栃木県     | 矢板市     | 矢板市     | 扇町          |
| 国道4号                                 | -（重複）                                        | 栃木県     | 矢板市     | 矢板市     | 中            |
| 国道4号                                 |                                                  |            |            |            |               |
| -（重複）                               | 国道4号                                          | 栃木県     | 大田原市   | 大田原市   |               |
| 県道192号滝沢野崎停車場線               | 県道192号滝沢野崎停車場線                        | 栃木県     | 大田原市   | 大田原市   | 野崎十字路    |
| （ライスライン）                        | （ライスライン）                                 | 栃木県     | 那須塩原市 | 那須塩原市 | 一区町        |
|                                         | 国道400号（大田原西那須野バイパス）              | 栃木県     | 大田原市   | 大田原市   | 美原          |
| 県道48号大田原氏家線                    |                                                  | 栃木県     | 大田原市   | 大田原市   | 神明町        |
| 国道400号                               | 県道53号大田原高林線                             | 栃木県     | 大田原市   | 大田原市   | 金燈籠        |
| -（屈曲）                               | 県道72号大田原芦野線（旧陸羽街道）               | 栃木県     | 大田原市   | 大田原市   | 河原          |
| 県道170号親園南金丸線                   | -                                                | 栃木県     | 大田原市   | 大田原市   | 南金丸        |
| 国道294号                               | -（重複）                                        | 栃木県     | 大田原市   | 大田原市   | 大豆田T字路   |
| -（重複）                               | 国道294号                                        | 栃木県     | 大田原市   | 大田原市   | 那珂橋前      |
| 県道27号那須黒羽茂木線                  |                                                  | 栃木県     | 大田原市   | 大田原市   | 田町十字路    |
| -（屈折）                               | 県道27号那須黒羽茂木線                           | 栃木県     | 大田原市   | 大田原市   | 前田T字路     |
| -（屈折）                               | 県道13号大子黒羽線                               | 栃木県     | 大田原市   | 大田原市   |               |
| 県道343号蛭畑須佐木線                   | -                                                | 栃木県     | 大田原市   | 大田原市   |               |
| 県道275号大山田下郷小砂線               | -                                                | 栃木県     | 那須郡     | 那珂川町   |               |
| 県道52号矢板那珂川線                    | -（屈折）                                        | 栃木県     | 那須郡     | 那珂川町   | 健武新橋      |
| 県道232号矢又大内線                     | -                                                | 栃木県     | 那須郡     | 那珂川町   | 大内          |
| -（屈折）                               | 県道13号大子黒羽線                               | 茨城県     | 久慈郡     | 大子町     | -             |
| 県道158号上金沢栃原線                   | -                                                | 茨城県     | 久慈郡     | 大子町     |               |
| -                                       | 県道159号上野宮下金沢線                          | 茨城県     | 久慈郡     | 大子町     |               |
| -                                       | 県道205号須賀川大子線                            | 茨城県     | 久慈郡     | 大子町     | 上岡三差路    |
| -                                       | 県道160号梨野沢大子線                            | 茨城県     | 久慈郡     | 大子町     |               |
| -                                       | 県道325号常陸大子停車場線                        | 茨城県     | 久慈郡     | 大子町     | 本町          |
|                                         | 県道28号大子那須線 県道325号常陸大子停車場線     | 茨城県     | 久慈郡     | 大子町     | 大子町役場前  |
| -（重複）                               | 国道118号                                        | 茨城県     | 久慈郡     | 大子町     | 湯の里大橋    |
| 県道324号袋田停車場四度ノ滝線 国道118号 | -（重複）                                        | 茨城県     | 久慈郡     | 大子町     | 袋田の滝入口  |
| -（屈折）                               | 県道324号袋田停車場四度ノ滝線                    | 茨城県     | 久慈郡     | 大子町     |               |
| -（屈折）                               | 県道33号常陸太田大子線 県道195号下関河内小生瀬線 | 茨城県     | 久慈郡     | 大子町     | 小生瀬十字路  |
| 県道33号常陸太田大子線                  | -（屈曲）                                        | 茨城県     | 常陸太田市 |            |               |
| 国道349号                               | 国道349号                                        | 茨城県     | 常陸太田市 | 折橋       |               |
| -                                       | 県道227号上君田大能線                            | 茨城県     | 高萩市     | 高萩市     |               |
| -                                       | 県道10号日立いわき線                             | 茨城県     | 高萩市     | 高萩市     | 花貫渓谷入口  |
| 県道10号日立いわき線                    |                                                  | 茨城県     | 高萩市     | 高萩市     | 秋山十字路    |
| -                                       | 県道111号高萩塙線                                | 茨城県     | 高萩市     | 高萩市     |               |
| 県道230号高萩友部線                     |                                                  | 茨城県     | 高萩市     | 高萩市     | 安良川西      |
| -（屈折）                               | 県道298号高萩停車場線                            | 茨城県     | 高萩市     | 高萩市     | 安良川        |
| 国道6号                                 | 国道6号                                          | 茨城県     | 日立市     | 日立市     | 国道461号入口 |

### 峠
起点から
- 栃木県
  - 境明神峠（那須郡那珂川町 - 久慈郡茨城県大子町）
- 茨城県
  - 北沢峠（常陸太田市）